# Pilastro (Ravenna)
Pilastro è un località del comune di Ravenna (RA) ed appartenente alla circoscrizione di Roncalceci.

## Geografia fisica
Pilastro è situato nel forese ravennate, a sud del capoluogo dal quale dista circa 15 km. Si sviluppa principalmente lungo la provinciale 34, che da Roncalceci porta a Filetto.

## Origini del nome
Il nome Pilastro deriva dalla presenza di un capitello votivo a forma di piccolo pilastro il quale, sorgeva in prossimità dell'antica chiesa, ora scomparsa, di San Giovanni in Vetreta documentata dal 1181 al 1567.

## Economia
Prevale l'agricoltura e secondariamente il commercio.